# Canadalina
La (S)-canadalina es un alcaloide benciltetrahidroisoquinolínico aislado de Hydrastis canadensis [α]D = +43  (c, 0.5 en cloroformo); UV: [neutral]λmax288 (log ε4.89) (MeOH).

## Derivados
La forma R ha sido aislada de los bulbos de Corydalis cava;[α]28D = -37.5  (c, 1.8 en cloroformo);
UV: [neutral]λmax294 (log ε3.78) (cloroformo).